# العلاقات الزامبية الناميبية
العلاقات الزامبية الناميبية هي العلاقات الثنائية التي تجمع بين زامبيا وناميبيا.

## مقارنة بين البلدين
هذه مقارنة عامة ومرجعية للدولتين:
| وجه المقارنة                                              | زامبيا                         | ناميبيا      |
| --------------------------------------------------------- | ------------------------------ | ------------ |
| المساحة (كم2)                                             | 752.62 ألف                     | 825.62 ألف   |
| عدد السكان (نسمة)                                         | 17.09 مليون                    | 2.53 مليون   |
| الكثافة السكانية (ن./كم²)                                 | 22.71                          | 3.06         |
| العاصمة                                                   | لوساكا                         | ويندهوك      |
| اللغة الرسمية                                             | لغة إنجليزية                   | لغة إنجليزية |
| العملة                                                    | كواشا زامبي، كواشا زامبي قديم ‏ | دولار ناميبي |
| الناتج المحلي الإجمالي (بليون دولار)                      | 25.81 مليار                    | 13.24 مليار  |
| الناتج المحلي الإجمالي (تعادل القوة الشرائية) بليون دولار | 62.18 مليار                    | 25.60 مليار  |
| الناتج المحلي الإجمالي الاسمي للفرد دولار أمريكي          | 1.30 ألف                       | 4.67 ألف     |
| الناتج المحلي الإجمالي للفرد دولار أمريكي                 | 3.90 ألف                       | 9.96 ألف     |
| مؤشر التنمية البشرية                                      | 0.586                          | 0.628        |
| رمز المكالمات الدولي                                      | +260                           | +264         |
| رمز الإنترنت                                              | .zm                            | .na          |
| المنطقة الزمنية                                           | ت ع م+02:00                    | ت ع م+02:00  |

## مدن متوأمة
في ما يلي قائمة باتفاقيات التوأمة بين مدن زامبية وناميبية:
- ترتبط ندولا مع ولفس بي باتفاقية توأمة منذ 1 أكتوبر 2007.[16]

## منظمات دولية مشتركة
يشترك البلدان في عضوية مجموعة من المنظمات الدولية، منها:
| علم المنظمة | اسم المنظمة                                                | تاريخ انضمام زامبيا | تاريخ انضمام ناميبيا |
| ----------- | ---------------------------------------------------------- | ------------------- | -------------------- |
|             | الاتحاد البريدي العالمي                                    | ?                   | ?                    |
|             | يونسكو                                                     | 9 نوفمبر 1964       | 2 نوفمبر 1978        |
|             | البنك الدولي للإنشاء والتعمير                              | 23 سبتمبر 1965      | 25 سبتمبر 1990       |
|             | البنك الإفريقي للتنمية                                     | ?                   | ?                    |
|             | منظمة الشرطة الجنائية الدولية                              | ?                   | ?                    |
|             | الأمم المتحدة                                              | 1 ديسمبر 1964       | 23 أبريل 1990        |
|             | الاتحاد الأفريقي                                           | ?                   | ?                    |
|             | مجموعة دول أفريقيا والكاريبي والمحيط الهادئ                | ?                   | ?                    |
|             | العملية المشتركة للاتحاد الأفريقي والأمم المتحدة في دارفور | ?                   | ?                    |
|             | منظمة التجارة العالمية                                     | ?                   | ?                    |
|             | وكالة ضمان الاستثمار متعدد الأطراف                         | 6 يونيو 1988        | 25 سبتمبر 1990       |
|             | دول الكومنولث                                              | ?                   | ?                    |
|             | مجموعة التنمية لأفريقيا الجنوبية                           | ?                   | ?                    |
|             | الاتحاد الدولي للاتصالات                                   | 23 أغسطس 1965       | 25 يناير 1984        |
|             | مؤسسة التمويل الدولية                                      | 23 سبتمبر 1965      | 25 سبتمبر 1990       |
|             | منظمة حظر الأسلحة الكيميائية                               | ?                   | ?                    |